# Soroka-vorovka
Soroka-vorovka (russisk: Сорока-воровка) er en sovjetisk spillefilm fra 1958 af Naum Trakhtenberg.

## Medvirkende
- Zinaida Kirienko som Aneta
- Nikolaj Afanasjev som Sjjepin
- Vladimir Pokrovskij
- Viktor Korsjunov som Stepan
- Anatolij Kubatskij som Ugrjumov